# Miguel Primo de Rivera (1934-2018)
Pour les articles homonymes, voir Primo de Rivera.
Primo de Rivera y Urquijo est un nom espagnol. Le premier nom de famille, en général paternel, est Primo de Rivera ; le second, en général maternel, souvent omis, est Urquijo.
Miguel Primo de Rivera y Urquijo, né le 17 août 1934 à Saint-Sébastien et mort le 3 décembre 2018 à Pozuelo de Alarcón, est un avocat et homme politique espagnol.

## Biographie
Fils de Fernando Primo de Rivera y Sáenz de Heredia et Rosario Urquijo, Miguel Primo de Rivera est le neveu de José Antonio Primo de Rivera, fondateur de la Phalange espagnole et le petit-fils de Miguel Primo de Rivera, chef du gouvernement espagnol de 1923 à 1930. Son éducation se fait avec le prince Juan Carlos.
Il est maire de Jerez de la Frontera de 1965 à 1971, procureur aux Cortes et conseiller national du Movimiento.
Il est le rapporteur aux Cortes de la loi pour la réforme politique.
En 1977, il est désigné sénateur par Juan Carlos.
Il est alcade (maire) perpétuel et honoraire, « Fils adoptif » et médaillé d'or de la ville de Jerez de la Frontera.
En 1996, il est l'éditeur des Papeles postumos de José Antonio Primo de Rivera.

## Titre nobiliaire
- 3e duc de Primo de Rivera et 5e marquis d'Estella.

## Publications
- (es) Papeles postumos de José Antonio, Plaza & Janés, Madrid, 1996
- (es) No a las dos Españas, 2002